# St. John Beckermet
St. Bridget Beckermet – civil parish (aż do kwietnia 2011) w Anglii, w Kumbrii, w dystrykcie (unitary authority) Cumberland. W 2001 civil parish liczyła 1925 mieszkańców.